# Công chúa thơm
Công chúa thơm (danh pháp: Artabotrys fragrans) là loài thực vật có hoa thuộc họ Na. Loài này được Ast mô tả khoa học đầu tiên năm 1938.